# Stemma di Berlino
Lo stemma di Berlino è utilizzato dalla città-stato tedesca e dalla città stessa. Introdotto nel 1954 per Berlino Ovest, mostra un orso nero su uno scudo bianco. In cima allo scudo c'è una corona speciale, creata dall'unione della corona murale di una città con la cosiddetta corona del popolo (Volkskrone), utilizzata in Germania per indicare una repubblica. I vari distretti di Berlino usano i propri emblemi.
L'orso è stato utilizzato come carica nello stemma di Berlino dal 1709, in precedenza insieme alle aquile di Brandeburgo e Prussia. Un orso si trova su sigilli, monete e anelli con sigillo fin dalla fine del XII secolo (ma non come carica araldica prima del 1709), presumibilmente a causa di un'associazione inclinata con il nome della città.

## Storia
Il più antico sigillo conservato e conosciuto di Berlino risale al 1253. Rappresenta l'aquila di Brandeburgo che spiega le ali in un arco a forma di trifoglio. Il testo sul sigillo è "Sigillum de Berlin Burgensium" (sigillo dei cittadini di Berlino). Si suppone che fosse il sigillo del primo sindaco di Berlino Marsilio.
Un sigillo successivo datato 1280 mostra orsi come sostenitori dello stemma di Brandeburgo. L'orso sembra aver acquisito popolarità durante il XVII secolo, con una prima raffigurazione su uno stemma in un anello con sigillo datato 1603, e fu adottato come carica araldica nel 1709. Lo scudo era ora diviso in tre parti, che mostravano l'orso sotto le aquile di Brandeburgo e Prussia. L'araldista Adolf Matthias Hildebrandt nel 1883 progettò una serie di proposte per un nuovo stemma. Una di queste era l'orso rampante argentato semplificato con una corona murale nella cresta. Fu utilizzato come stemma minore a partire dal 1920 e fu adottato come unico stemma di Berlino Ovest nel 1954, mentre Berlino Est continuò a utilizzare il disegno del 1935.